# Schienenverkehr in Niger

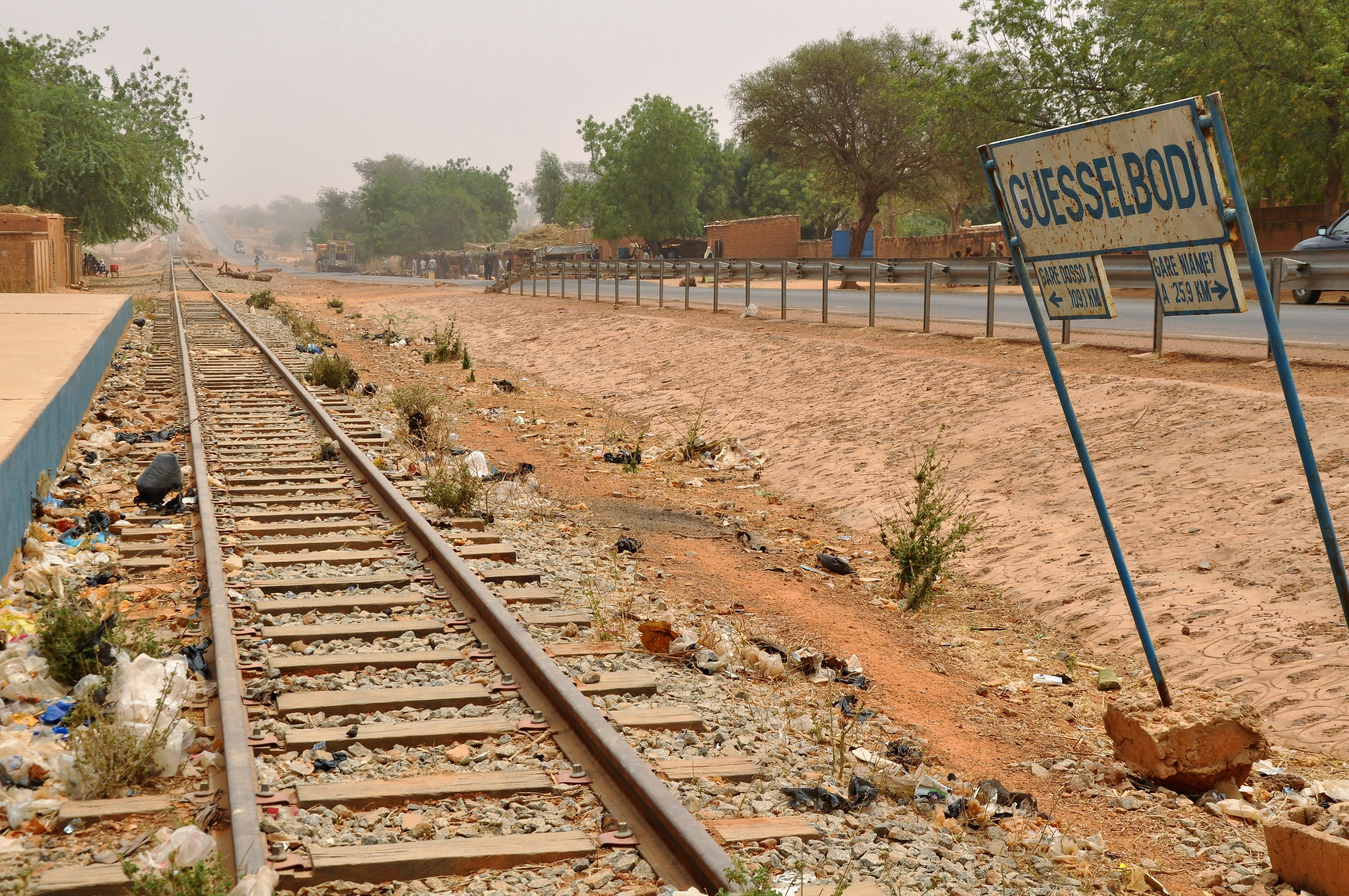
Bahnstation Guéssélbodi in der Gemeinde N’Dounga (2019)

Schienenverkehr in Niger gibt es derzeit nicht. Mehrere Projekte zur Anbindung an das Schienennetz von Nachbarländern befinden sich in unterschiedlichen Baustadien. Auf der 2016 eröffneten 143 Kilometer langen ersten Bahnstrecke von Niamey nach Dosso findet bislang kein Verkehr statt.

## Geschichte

Das Schienennetz von Benin mit der geplanten Anbindung an Niger im oberen Teil des Bildes

Pläne, Niger an die Eisenbahn anzubinden, gab es schon zu Beginn des zwanzigsten Jahrhunderts. 1903 begannen im damaligen Französisch-Westafrika die Bauarbeiten an der Abidjan-Niger-Bahn, die in Abidjan in der heutigen Elfenbeinküste startete. 1954 wurde Ouagadougou, die Hauptstadt des heutigen Burkina Fasos erreicht. 1960 wurden die drei Länder an der in Bau befindlichen Strecke selbständig, 1985 erreichte die Strecke Kaya, rund 190 km von der Grenze zu Niger entfernt. 1930 begann der Bau der Bahnstrecke Cotonou–Parakou, die eigentlich Niamey erreichen sollte. Der Bau endete 1936 in Parakou, bevor die Grenze zu Niger erreicht wurde.
Erst im 21. Jahrhundert wurden wieder Projekte zur Errichtung eines Schienennetzes in Niger aufgenommen.

## Strecken

### Strecke Abidjan-Niamey–Dosso–Cotonou

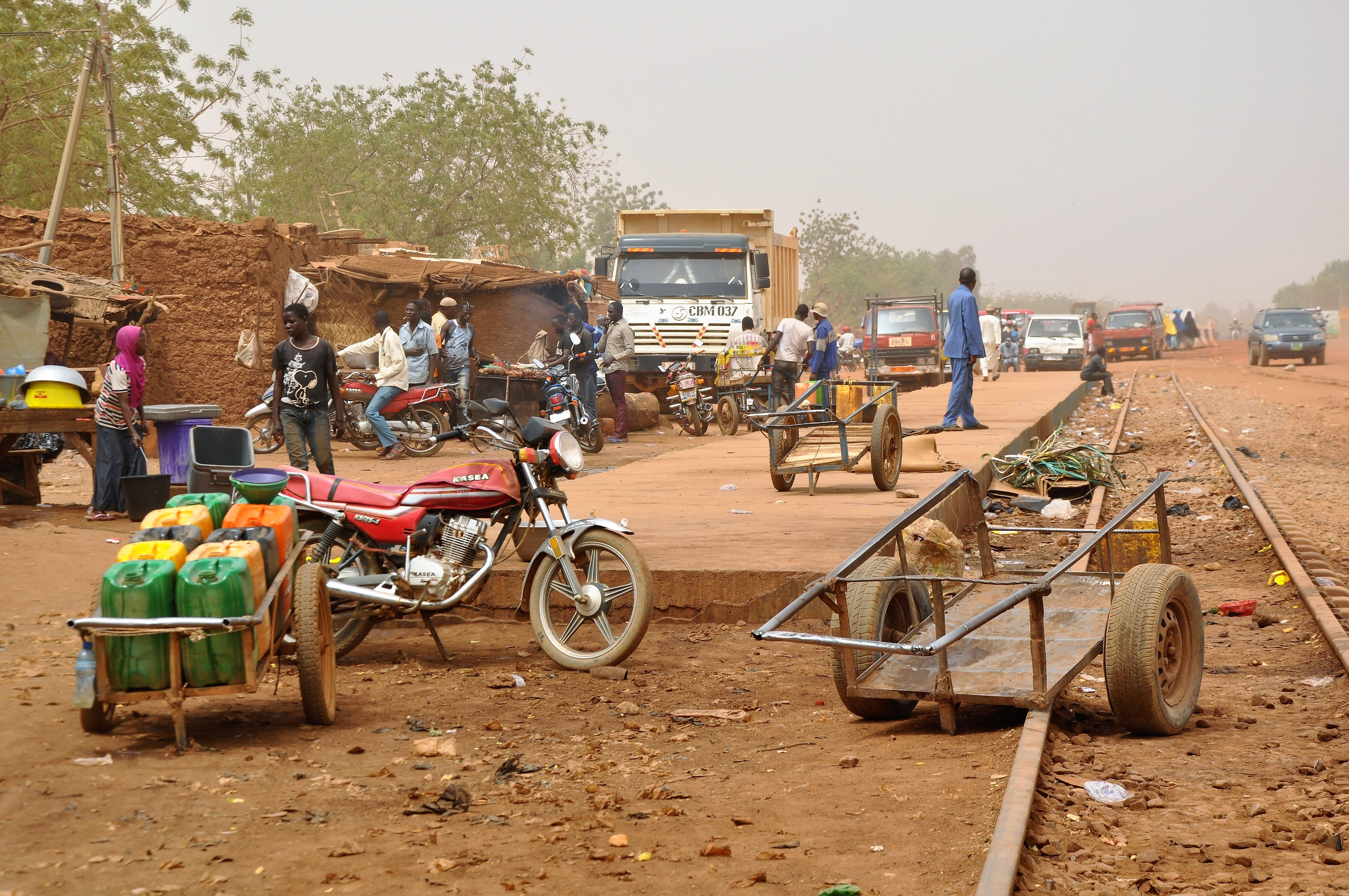
Bahnstation Aéroport in Niamey (2019)

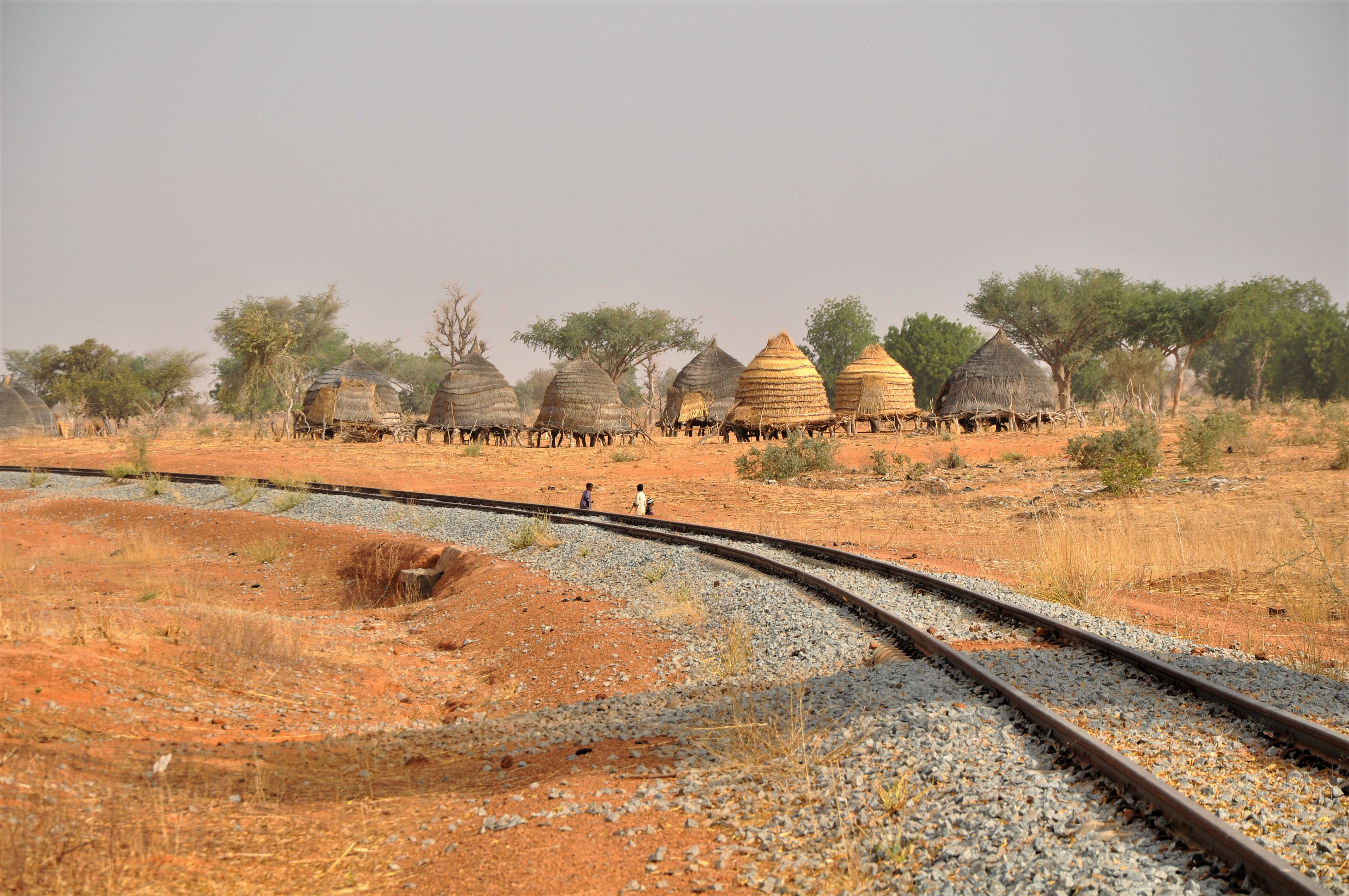
Strecke bei Kodo (2019)

Es war geplant, die Bahnstrecken Abidjan-Kaya in der Elfenbeinküste und Burkina Faso und Cotonou–Parakou in Benin durch Niger zu verbinden („AfricaRail“), dabei sollte die Meterspur der bestehenden Strecken beibehalten werden. In Niamey, der Hauptstadt des Landes, wurde der erste Bahnhof in Niger errichtet, der zunächst über keine Anbindung an ein Schienennetz verfügte. Er wurde am 7. April 2014 eingeweiht. An der Eröffnungsfeier der 500 Meter langen Strecke nahmen Präsidenten von drei afrikanischen Ländern teil: der Präsident Benins, Yayi Boni, der Präsident Togos, Faure Gnassingbé, und der Präsident Nigers, Mahamadou Issoufou. Er sprach von einem historischen Moment und dem Beginn der Verwirklichung eines Traumes, den Niger durch die Eisenbahn an das Meer anzubinden. Der Vorstandsvorsitzende des Unternehmens Bolloré, das die ersten Teilstrecken erstellte, sprach von einem wichtigen Moment für die Bürger des Landes. Sie könnten künftig leichter Güter importieren und exportieren und reisen. Die Bahnstrecke Niamey–Dosso wurde 2014/15 als erster Abschnitt dieser Verbindung gebaut. Sie wurde am 29. Januar 2016 eröffnet. Nach der Fahrt des Eröffnungszuges fand jedoch ein regulärer Betrieb nicht mehr statt.
2015 unterzeichneten die Beteiligten eine Übereinkunft, am Abschnitt von Benin bis nach Niamey zu arbeiten. Der Neubau und die Wiederherstellung der Anschlussstrecken in Benin kamen jedoch bald ins Stocken, da es Auseinandersetzungen über den Hauptauftragsnehmer gibt. Niger steht fest hinter dem französischen Partner Bolloré, während in Benin die Firma Petrolin reklamiert, der einzige Bieter gewesen zu sein, und vor Gericht gegangen ist. Nach einer Gerichtsentscheidung vom 19. November 2015 musste Bolloré alle Arbeiten in Benin einstellen. Es wird jedoch bezweifelt, ob Petrolin überhaupt Know-how und Rücklagen hat, ein solches Projekt zu verwirklichen. Als Kompromiss hat Benin eine Arbeitsgemeinschaft beider Firmen oder die China Railway Construction Corporation (CRCC) als Alternative vorgeschlagen. Der Oberste Gerichtshof von Benin hat am 29. September 2017 ein Berufungsverfahren von Bolloré abgelehnt. Während Benin wiederum die CRCC vorschlug, beharrte Niger auf Bolloré. Bolloré war auch der größte Aktionär der Beniner Bahngesellschaft Bénirail, an der beide Staaten mit je zehn Prozent beteiligt sind.
Am 21. Dezember 2021 verkaufte Bolloré sein Afrika-Logistik-Geschäft einschließlich der Bahnstrecke Niamey–Dosso an die Mediterranean Shipping Company (MSC).

### Strecke Maradi–Kano
Am 11. Januar 2021 unterzeichnete der nigerianische Transportminister Chibuike Rotimi Amaechi eine Absichtserklärung mit einem portugiesischen Baukonzern über den Bau einer normalspurigen, 284 Kilometer langen Eisenbahnverbindung zwischen dem nordnigerianischen Kano und der Provinzhauptstadt Maradi im Süden Nigers. Es wurden zwölf Bahnhöfe entlang der Strecke vorgesehen und die Grenze zu Nigeria soll bei Jibia überschritten werden. Die Fertigstellung soll 2025 erfolgen. In Kano soll eine direkte Umsteigemöglichkeit zu den nigerianischen Eisenbahnverbindungen bestehen.

## Rollmaterial

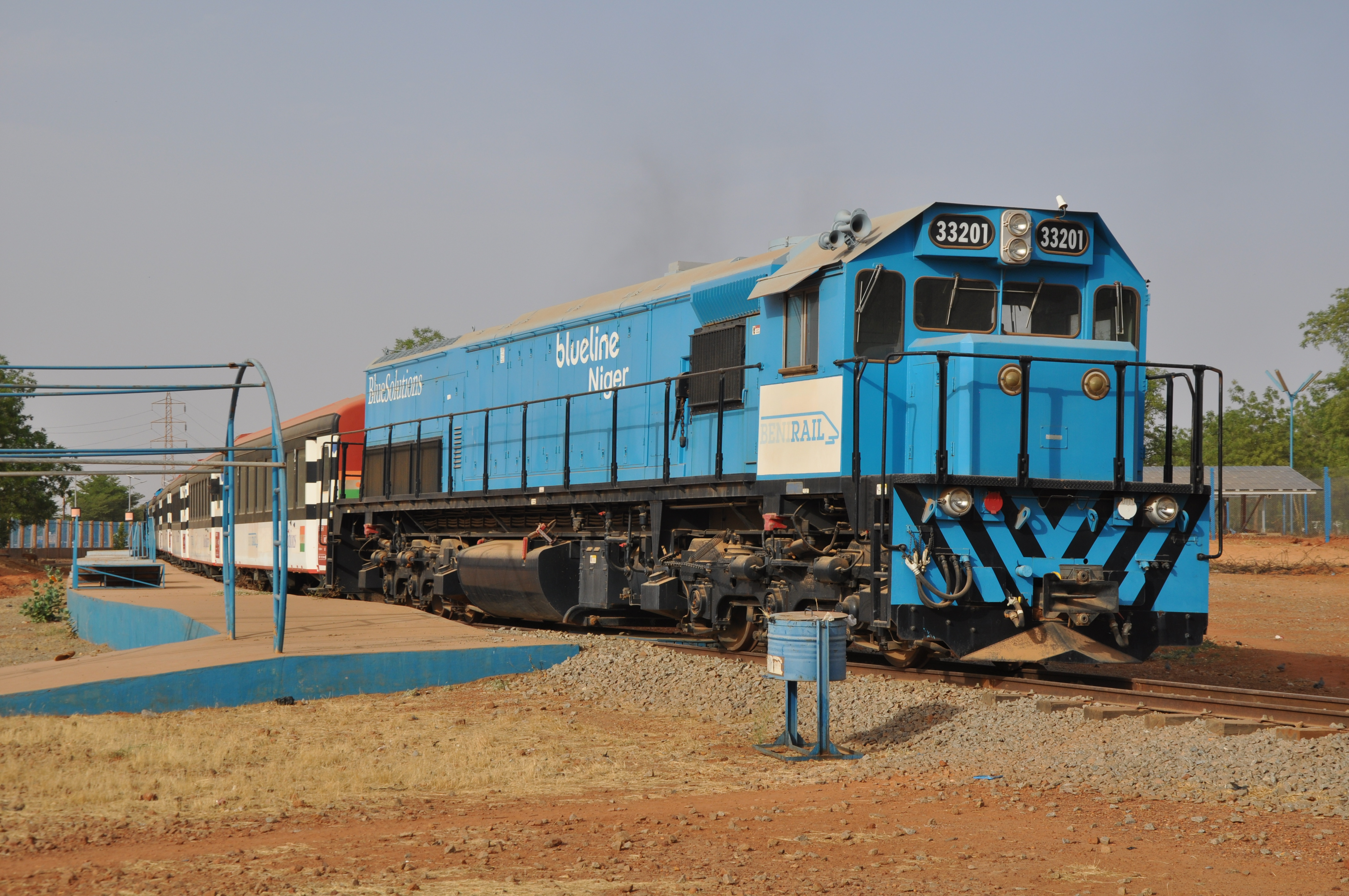
Lok im Bahnhof Niamey (2019)

2014/2015 hat Bolloré für die Strecke Niamey–Dosso gebrauchte Meterspur-Einheitswagen vom Typ SIG EW I von der schweizerischen Zentralbahn erworben, die ursprünglich für die Brünigbahn gebaut worden waren. Ein im März 2015 veröffentlichtes Promotionsvideo von Bolloré für die als Blueline Niger bezeichnete geplante Bahnverbindung zeigt, wie solche Wagen auf die Schienen gesetzt werden, und einen aus zwei Wagen bestehenden, von einer Diesellok gezogenen Zug. Bolloré bezeichnet auch das Gesamtprojekt als Blueline und hatte für Ende 2015 die Aufnahme von Passagierverkehr zwischen Cotonou und Pahou in Benin angekündigt, ebenfalls mit den ehemaligen Zentralbahn-Wagen.